# Техова Марія Йорданівна
Марія Йорданівна Техова (1914, тепер Південна Осетія, Грузія — ?) — радянська діячка, головний агроном Сталінірської МТС Південно-Осетинської автономної області. Депутат Верховної ради СРСР 3—4-го скликань.

## Життєпис
У 1927 році вступила до комсомолу. З 1929 року працювала вчителькою початкової школи селища Канчаветі Ахалгорського району Південно-Осетинської автономної області.
З 1930 по 1933 рік навчалася на Центральному робітничому факультеті в місті Тифлісі.
У 1933—1936 роках — вчителька в селищі Ахалгорі (Ленінгорі) Південно-Осетинської автономної області.
У 1936—1941 роках — студентка Сільськогосподарської академії імені Тімірязєва в Москві.
У 1941—1947 роках — завідувач контрольно-насіннєвої лабораторії в Ленінгорському районі, завідувач Ленінгорського районного земельного відділу.
Член ВКП(б) з 1943 року.
З вересня 1947 по 1953 рік — начальник державної інспекції із якості насіння Ленінгорського району Південно-Осетинської автономної області.
З вересня 1953 року — агроном укрупненого колгоспу імені Леніна села Знаурі Знаурського району Південно-Осетинської автономної області.
З 1954 року — головний агроном Сталінірської машино-тракторної станції (МТС) Південно-Осетинської автономної області.
Подальша доля невідома.

## Нагороди
- медаль «За доблесну працю у Великій Вітчизняній війні 1941—1945 рр.»